# Hubert Haderthauer
Hubert Haderthauer (* 24. Dezember 1956 in Weißenburg in Bayern; † 27. Mai 2021) war ein deutscher forensischer Psychiater.

## Leben
Hubert Haderthauer studierte in Würzburg Medizin und machte anschließend am Bezirksklinikum Ansbach seinen Facharzt für Psychiatrie und Neurologie. Im Jahr 1991 übernahm er die Leitung der landgerichtsärztlichen Dienststelle am Landgericht Ingolstadt. Zu seinem Aufgabenbereich gehörte die Begutachtung von Straftätern im Rahmen der Feststellung der Schuldfähigkeit sowie die forensische Erstuntersuchung der Todesumstände am Tatort in Zusammenarbeit mit der Kriminalpolizei und der Staatsanwaltschaft. Als Medizinaldirektor und Spezialist für forensische Psychiatrie gutachtete er in vielen überregional aufsehenerregenden Gerichtsprozessen. Er arbeitete zuletzt bei der Regierung von Oberbayern und begutachtete die Fähigkeiten ausländischer Ärzte, die in Bayern arbeiten wollten.
Haderthauer war der Ehemann der Anwältin und ehemaligen CSU-Politikerin Christine Haderthauer. Aus der Ehe gingen zwei Kinder hervor.

## Modellauto-Affäre
Im Zusammenhang mit der Modellautoproduktion im Bezirkskrankenhaus Ansbach und Haderthauers Geschäften mit psychisch kranken Straftätern geriet Haderthauer im Jahr 2014 in die Schlagzeilen, vor Gericht und erfuhr berufliche Konsequenzen. Über die „Modellauto-Affäre“ stolperte auch Ehefrau Christine, die als Staatskanzleichefin zurücktreten musste und sich in der Folge komplett aus der Politik zurückzog. Haderthauer wurde am 25. Februar 2016 wegen versuchten Betrugs und Steuerhinterziehung zur Zahlung von 19.000 Euro (270 Tagessätzen à 70 Euro) verurteilt und verlor sein Amt als Landgerichtsarzt.
Der vom Bayerischen Landtag eingesetzte Untersuchungsausschuss „Modellbau“ sprach im Februar 2017 sowohl Christine als auch Hubert Haderthauer von Vorwürfen frei. CSU-Obmann Florian Herrmann wurde in Medien dazu zitiert: „Dass sich Dr. Haderthauer bereichert hätte, dieser Kurzschluss, den kann man so nicht ziehen.“ Die Oppositionsparteien kamen dagegen in einem Minderheitenbericht zu anderen Ergebnissen.